# Paraíso Esporte Clube
El Paraíso EC es un equipo de fútbol de Brasil que juega en el Campeonato Tocantinense de Segunda División, la segunda categoría del estado de Tocantins.

## Historia
Fue fundado el 13 de julio de 1992 en el municipio de Paraíso do Tocantins con el nombre Intercap Esporte Clube tras la fusión de los equipos rivales Clube Atlético Paraíso y Paraíso Futebol Clube; y fue ganador del Campeonato Tocantinense en 1992, aunque esa edición no es reconocida debido a que el torneo era de categoría aficionada.
Luego de que el Campeonato Tocantinense fuera considerado como profesional, el club fue uno de los fundadores de la liga y primera reconocida como tal donde terminó se subcampeón. Ese mismo año fue campeón de divisiones menores del estado y llegó a la primera final de la Copa Tocantins, la cual perdieron ante el Kaburé Esporte Clube.
En 1995 gana su primer Campeonato Tocantinense como equipo profesional, con lo que logra la clasificación al Campeonato Brasileño de Serie C, la tercera división nacional y su primera competición a escala nacional en ese año.
En el Campeonato Brasileño de Serie C superó la primera ronda al ganar su zona, en la segunda ronda eliminó 5-1 al Imperatriz del estado de Maranhao, en la tercera ronda eliminó al Vila Nova del estado de Goiás por la regla del gol de visitante para luego ser eliminado en la cuarta ronda por el Atlético Goianiense por la regla del gol de visitante, finalizando en el puesto 14 entre 107 equipos.
En 1996 no pudo repetir como campeón estatal y fue eliminado en la primera ronda del Campeonato Tocantinense, donde pasó 16 temporadas consecutivas en la primera división estatal donde su mejor ubicación en ese periodo fue un tercer lugar en el año 2000, descendiendo en la temporada 2012 al finalizar en séptimo lugar, aunque volvería en 2015 para luego abandonar la primera división estatal cuatro años después.
El club también cuenta con una sección de fútbol femenil desde que cambiaron su nombre en el 2006 por el nombre de la ciudad, y también cuenta con una sección de fútbol sala femenil.

## Palmarés
- Campeonato Tocantinense: 2

1992, 1995